# ويليام نيفيل
ويليام نيفيل (بالإنجليزية: William Neville)‏ هو قاضي ومحامي وسياسي أمريكي، ولد في 29 ديسمبر 1843 في ناشفيل في الولايات المتحدة، وتوفي في 5 أبريل 1909 في دوغلاس في الولايات المتحدة. حزبياً، نشط في حزب الشعب. وقد انتخب عضو مجلس نواب إلينوي وانتخب عضو مجلس النواب الأمريكي.